# Dispositivo di puntamento

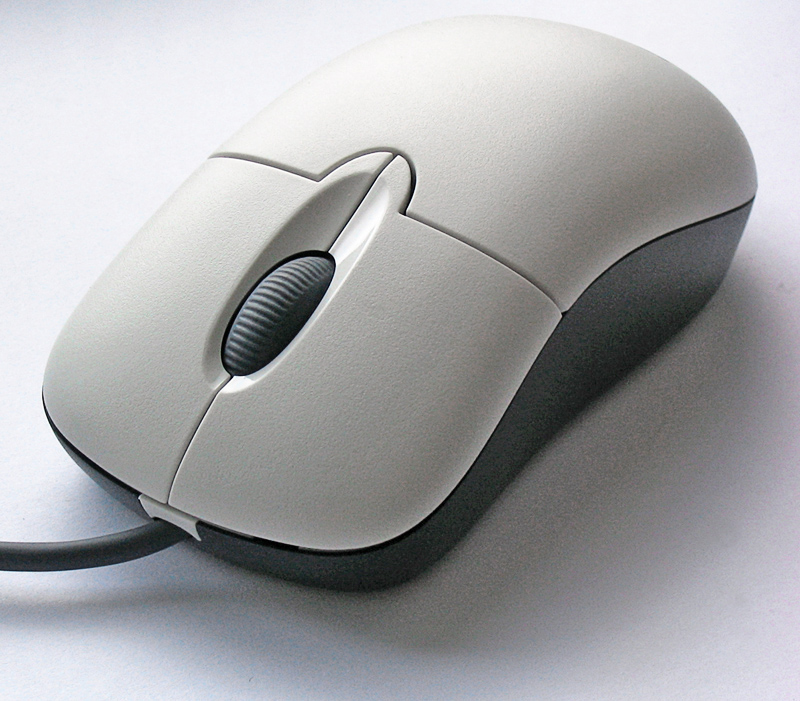
Mouse

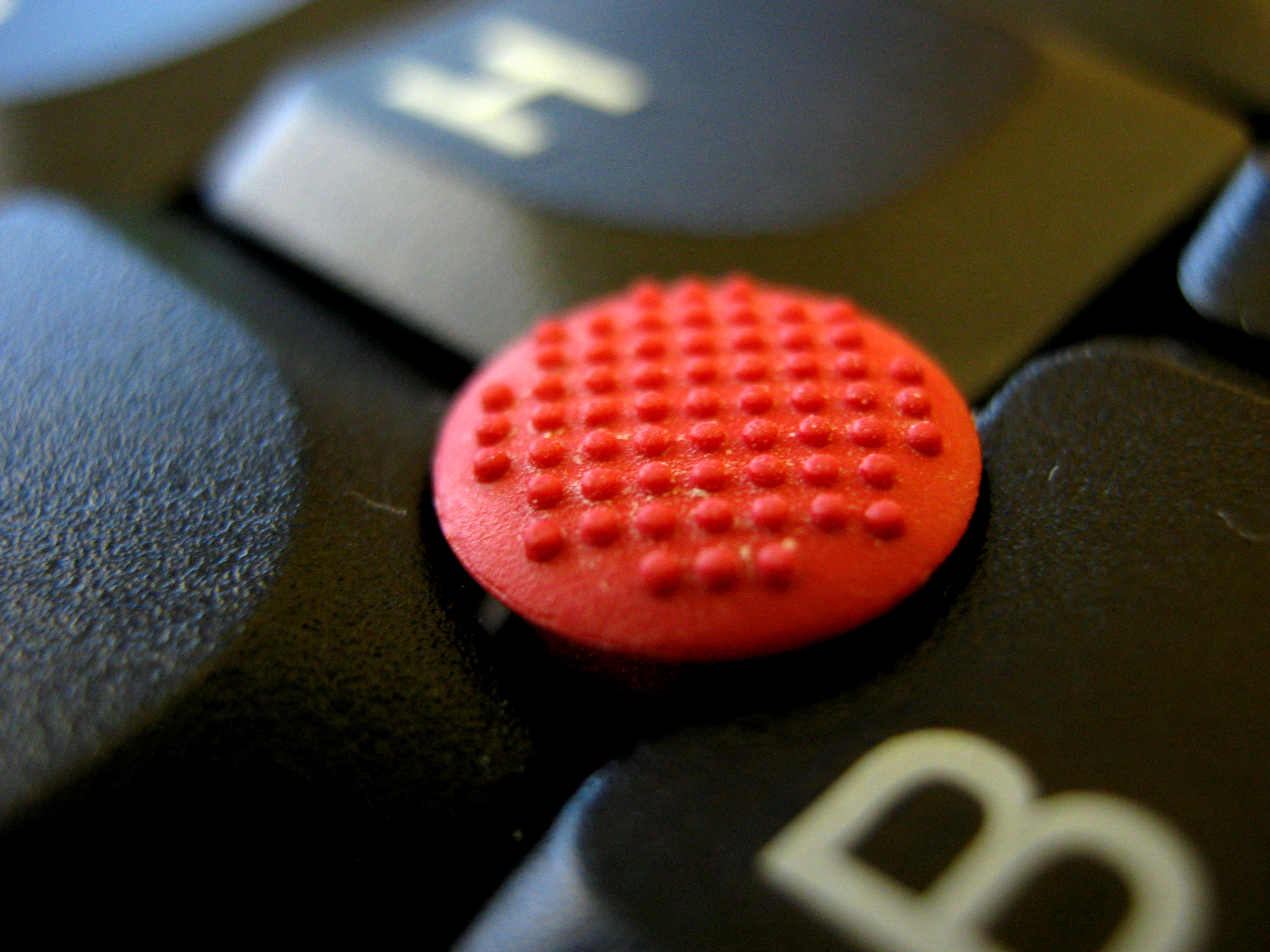
Trackpoint

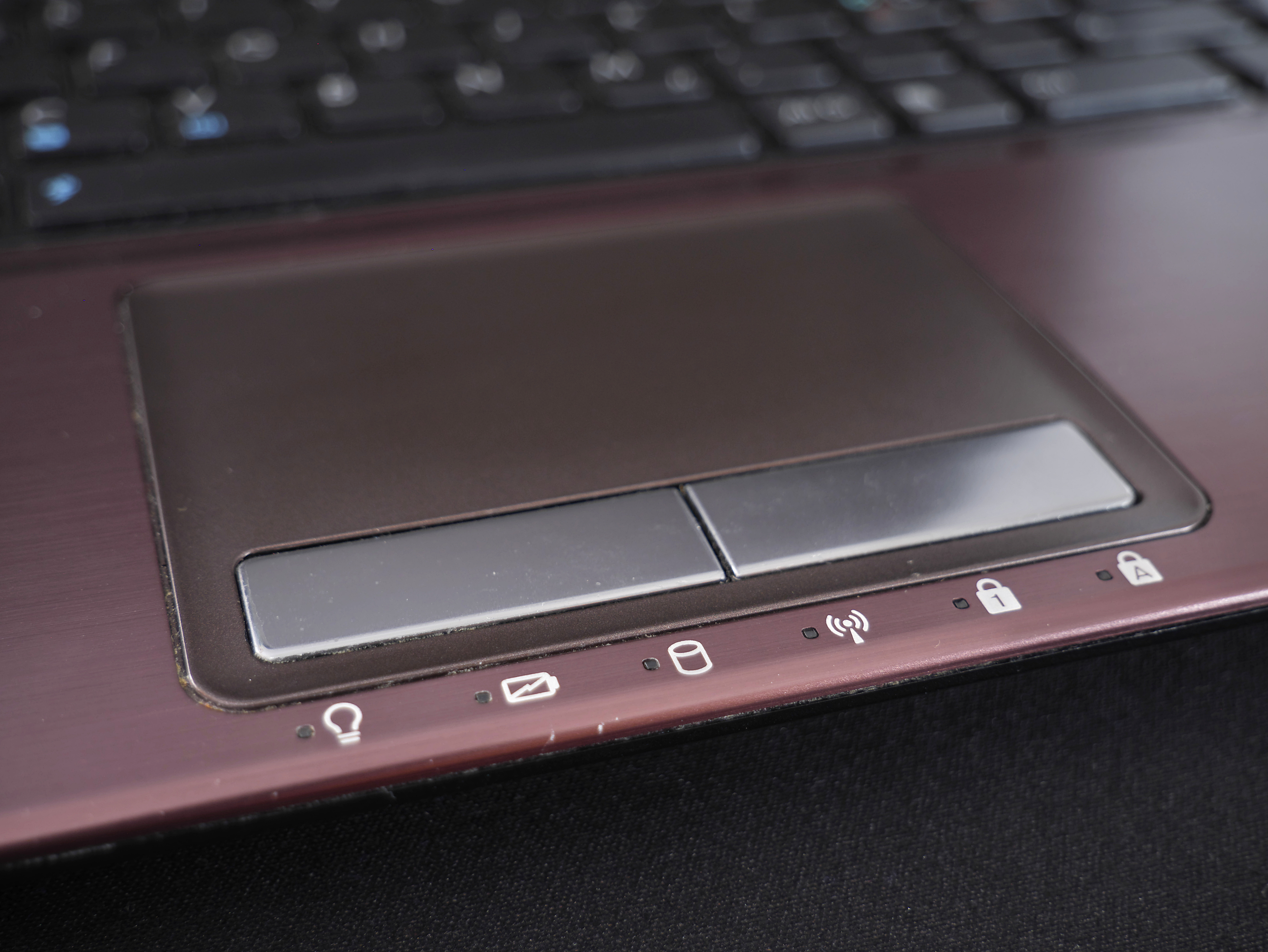
Touchpad

Un dispositivo di puntamento, in informatica, è un componente hardware che consente di inserire dati di posizione spaziale in un computer.

## Caratteristiche
Nei sistemi CAD e nelle interfacce grafiche (GUI), gli utenti possono impartire comandi e fornire informazioni al computer mediante "gesti" di natura fisica (puntamento, selezione, trascinamento), che nella realizzazione più comune vengono eseguiti manipolando un mouse posto sulla propria scrivania e azionando i relativi pulsanti. I movimenti del mouse vengono interpretati e convertiti nel movimento di un apposito cursore sullo schermo (detto puntatore) e nelle opportune modifiche all'ambiente grafico.
Per quanto il dispositivo di puntamento di maggior diffusione sia senz'altro il mouse, ne esistono molti altri sviluppati per applicazioni più o meno specializzate. Tali dispositivi sono in genere basati sull'uso diretto delle mani (trackball, touch pad, schermo tattile, joystick, paddle, trackpoint) o sull'impugnatura di uno stilo (tavoletta grafica, penna ottica).
Altri dispositivi usano i movimenti del corpo o parti di esso per fornire informazioni al computer (data glove, sensori di movimento del capo, sistemi di inseguimento oculare), potendo stabilire anche forme di interazione più complesse del semplice puntamento sopra descritto.

## Storia
Il primo ad ideare un dispositivo di puntamento fu di Douglas Engelbart, che Il 21 giugno 1967 ottenne il brevetto per il suo indicatore di posizione X-Y per display: il mouse.
Alcuni anni dopo la Xerox produsse il primo computer dotato di interfaccia grafica e mouse, lo Xerox Star. Successivamente Steve Jobs della Apple, vedendo una dimostrazione alla Xerox dell'uso del mouse, sviluppò una versione più avanzata della stessa idea, aumentandone l'usabilità, per il computer Lisa. Ancora oggi, in tutti i personal computer del mondo, viene sfruttato lo stesso concetto ideato da Jobs.